# معركة موكدن
معركة موكدن، هي واحدة من أكبر المعارك البرية قبل الحرب العالمية الأولى وهي المعركة الأخيرة والأكثر حسمًا في الحرب الروسية اليابانية، استمرت هذه المعركة من 20 فبراير إلى 10 مارس عام 1905 بين اليابان وروسيا بالقرب من موكدن في منشوريا. تسمى هذه المدينة الآن شنيانغ، عاصمة مقاطعة لياونينغ في الصين.
القوات الروسية التي بلغ عددهم أكثر من 340،000، تحت قيادة الجنرال اليكسي نيكولاييفتش كورباكتين، قاتلوا قوات الجيش الإمبراطوري الياباني المهاجمة التي بلغ عددهم أكثر من 270،000 بقيادة المارشال ماركيز أوياما إيواو. بمشاركة 610،000 مشارك في القتال و164،000 من الضحايا المقاتلين، كانت هذه المعركة أكبر معركة في العصر الحديث قبل الحرب العالمية الأولى، وكان حجم المعركة غير مسبوق في التاريخ العالمي بالنسبة لكمية الذخائر التي تم استهلاكها. أطلق الجانب الياباني وحده 20.11 مليون طلقة بندقية رشاش و279،394 قذيفة مدفعية فقط في أكثر من عشرة أيام من القتال (الجانب الروسي أطلق أكثر من ذلك)، ما يساوي استهلاك الذخيرة من جانب الجيش الألماني خلال 191 يوم كاملةً من الحرب الفرنسية البروسية.

## الخلفية
في أعقاب معركة لياويانغ (من 24 أغسطس إلى 4 سبتمبر 1904)، تراجعت القوات الروسية إلى نهر شاهو جنوب موكدن وأعيد تجميعها. في الفترة من 5 أكتوبر 1904 إلى 17 أكتوبر 1904، خلال معركة شاهو، لم ينجح الروس في الهجوم المضاد، ولكن تمكنوا من إبطاء التقدم الياباني مؤقتًا.
وبالمثل، لم ينجح الهجوم المضاد الروسي الثاني، وهو معركة سانديبو، بالفشل.
سقوط ميناء آرثر في يد الجنرال نوغي حرر الجيش الياباني الثالث، الذي تقدم شمالًا لتعزيز الخطوط اليابانية بالقرب من موكدن استعدادًا للهجوم.
وبحلول فبراير 1905، كانت قوات الجيش الياباني قد استنفدت. مع وصول الجيش الثالث بقيادة الجنرال نوغي، كانت قوة القتال اليابانية بأكملها مركزة في موكدن. تسببت الإصابات الشديدة، والمناخ البارد والعنيف، وكذلك نهج أسطول بحر البلطيق الروسي في خلق الضغط على المارشال أوياما لإحداث التدمير الكامل للقوات الروسية، بدلًا من مجرد انتصار آخر يُمكِِن الروس من الانسحاب بعد ذلك إلى منشوريا.

## وضعية القوات

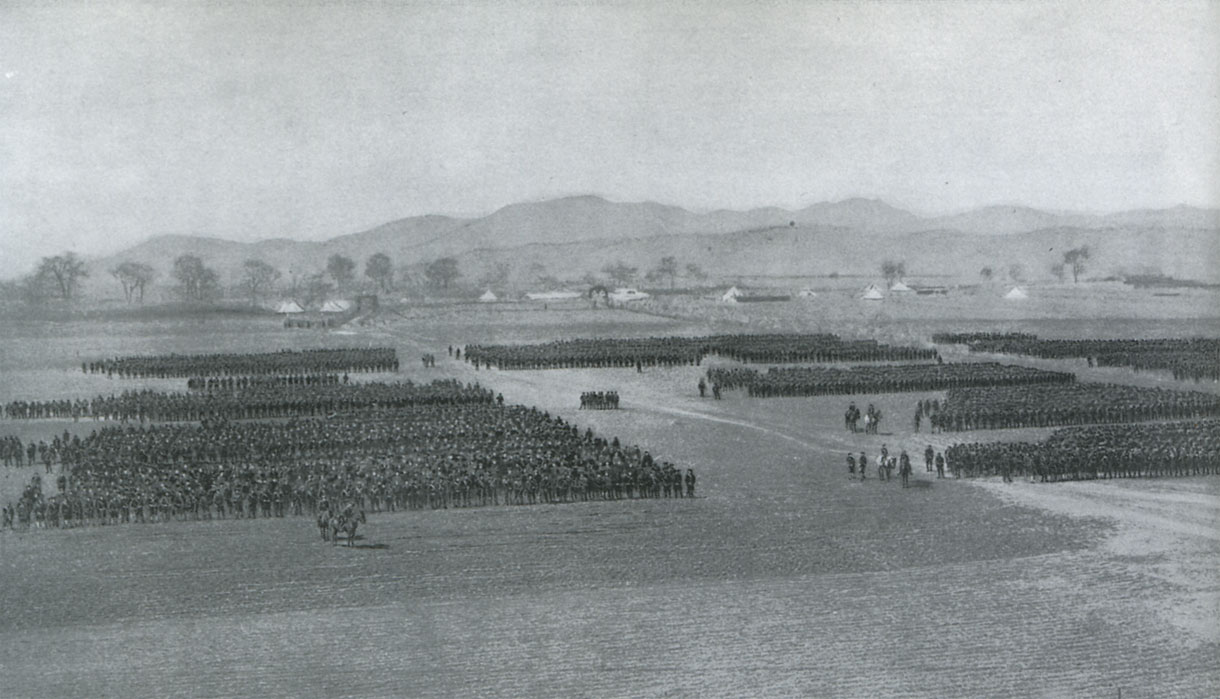
تشكيل الفرقة اليابانية

كان طول الصف الروسي إلى جنوب موكدن 90 ميلًا (140 كيلومترًا)، وعمق قليل واحتياطي مركزي.
- جيش منشوريا الثاني بقيادة الجنرال بارون فون كولبارز (الذي حل محل سيء الحظ الجنرال أوسكار غريبنبرغ)، على الجناح الأيمن، في أرض مستوية.
- جيش منشوريا الثالث بقيادة الجنرال بارون فون بيلدرلينغ، في الوسط، يسيطر على السكة الحديدية والطريق السريع.
- جيش منشوريا الأول تحت قيادة الجنرال نيكولاي لينيفيتش، الذي سيطر على التضاريس الجبلية في الجناح الشرقي. هذا الجناح كان يتشكل من ثلثي سلاح الفرسان الروسي، تحت قيادة الجنرال بول فون رينكامبف.

هكذا تخلص الجنرال كوروباتكين من قواته بمخطط دفاعي بحت، سيكون من الصعب تنفيذ هجوم دون فتح فجوة كبيرة في الخطوط.
كان جيش نهر يالو به الكثير من القوة، وتألف فقط من الجيش الإمبراطوري الياباني الحادي عشر (من ميناء آرثر) والاحتياط. على الرغم من أنه من الناحية الفنية لم يكن تحت قيادة جيش منشوريا الياباني ولكنه كان تحت قيادة المقر الرئيسي الإمبراطوري من أجل الهجوم على بريمورسكي كراي سياسيًا، كانت هذه الشعبة إلى حد كبير تحت قيادة المقر الرئيسي لمنشوريا بموجب قرار القائد.
كان الجنرال كوروباتكين مقتنع بأن الضربة الرئيسية اليابانية تأتي من الجانب الجبلي الشرقي، حيث أثبت الجانب الياباني فعاليته في مثل هذه التضاريس، ووجود قدامى المحاربين في الجيش الثالث من الشعبة الحادية عشر في هذه المنطقة قد عزز من قناعاته.
كانت الخطة الميدانية للمارشال أوياما هي تشكيل جيوشه على شكل هلال لتطويق موكدن، ومنع إمكانية الهروب للجانب الروسي. لقد كان صريحًا في أوامره بأن القتال داخل مدينة موكدن نفسها يجب تجنبه. خلال الحرب بأكملها، اتبع اليابانيون سياسة مدنية دقيقة تهدف إلى تجنب وقوع ضحايا بين المدنيين وإبقاء الشعب الصيني إلى جانبهم – تناقض صارخ مع الحرب الصينية اليابانية الأولى السابقة والحرب الصينية اليابانية الثانية اللاحقة.

## المعركة

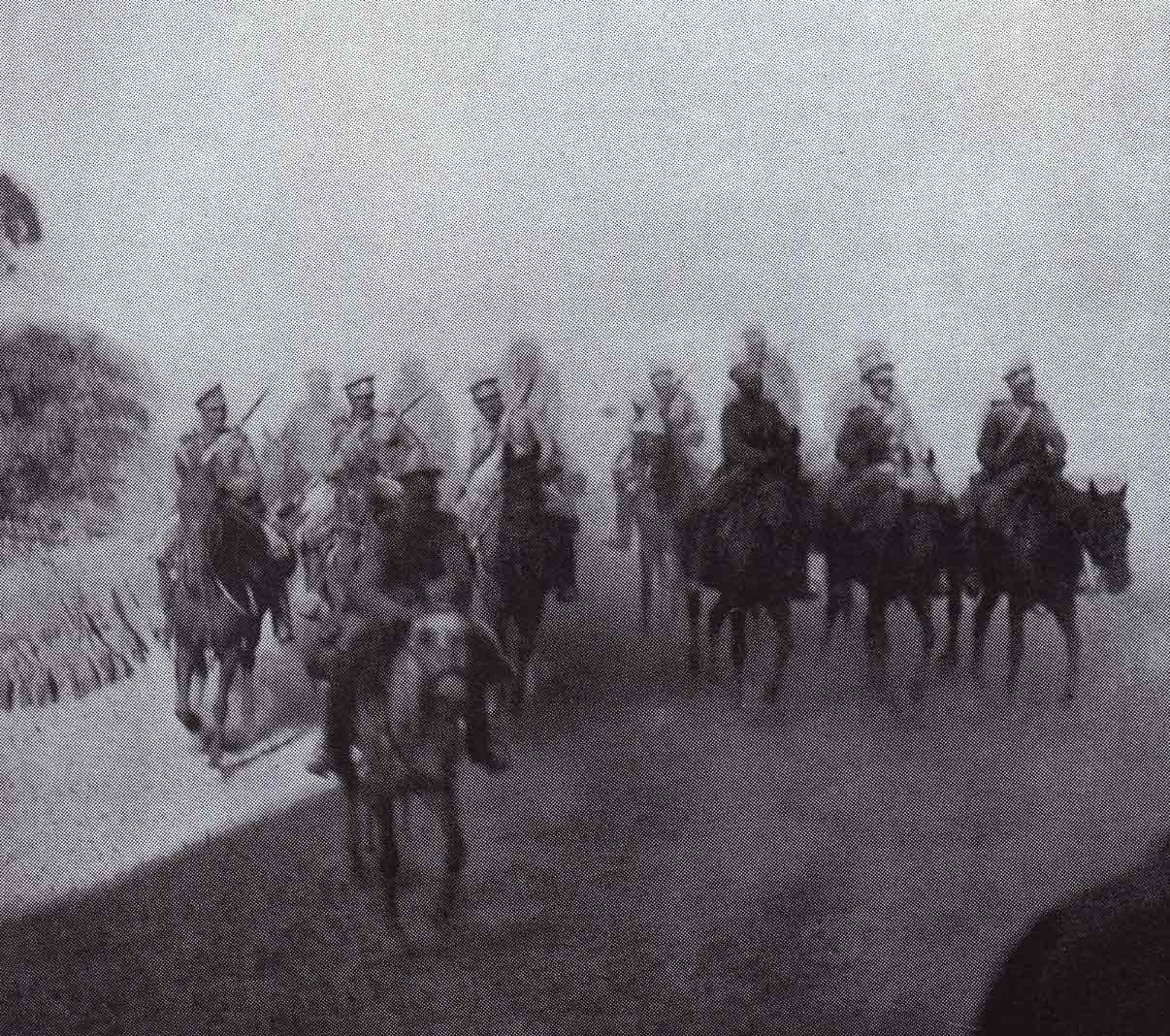
سلاح الفرسان الروسي في مهمة استطلاع خلال معركة موكدن

بدأت المعركة مع مهاجمة الجيش الياباني الخامس الجناح الأيسر للقوات الروسية في 20 فبراير. في 27 فبراير 1905 هاجم الجيش الرابع الياباني الجناح الأيمن، في حين هاجمت القوات اليابانية الأخرى أيضا خطوط الجبهة الأمامية الروسية. وفي اليوم نفسه، بدأ الجيش الثالث الياباني حركته في شكل دائرة واسعة شمال غرب موكدن.
بحلول 1 مارس 1905، كانت التحركات على الجبهتين الشرقية والمركزية ثابتة إلى حد كبير. كان اليابانيون قد حققوا تقدمًا صغيرًا لكن سبب خسائر فادحة. ومع ذلك، قبل 7 مارس بدأ الجنرال كوروباتكين في سحب قواته من الجبهة الشرقية لمواجهة تحركات الجيش الثالث الياباني في الجناح الغربي من موكدن وكان يهتم بتحركات الجنرال نوغي للغاية حتى أنه قرر أن يقود الهجوم المضاد بنفسه. نقل القوات من الشرق إلى الغرب لم يكن منسقًا بشكل جيد من قبل الروس، مما تسبب في تفكك وفوضى الجيشين الأول والثالث في منشوريا. ثم قرر كوروباتكين سحب قواته شمالًا نحو موكدن لمواجهة القوات اليابانية مباشرةً في جنوب غرب المدينة وعلى ضفاف نهر هون في جنوب شرق المدينة.
ثم استغل المارشال أوياما الفرصة التي كان ينتظرها، وتغيرت أوامره بالهجوم إلى «ملاحقة وتدمير». كان الحظ مع اليابانيين بسبب ذوبان الجليد المتأخر. وظل نهر هون، الذي يحرسه الجناح الأيسر الروسي بقيادة اللواء ميخائيل أليكسييف مجمدًا ولم يكن عقبة أمام الهجوم الياباني. ومع ذلك، بعدما عبروا النهر، تم إعاقة الهجوم الياباني عندما واجهوا مقاومة شديدة ونيران المدفعية الثقيلة من الروس بقيادة الجنرال بول فون رينينكامبف آنذاك مما أدى إلى المزيد من الخسائر الفادحة. وبعد قتال عنيف نجح اليابانيون في الاستيلاء على الضفة الشمالية من النهر، مما تسبب في انهيار خطوط الدفاع الروسية التي كانت تدافع عن الضفة وتم فصل الجزء البعيد من الجهة اليسرى عن بقية الجزء الرئيسي من جيش كوروباتكين. في الوقت نفسه، تم تشكيل مكان بارز على بعد 15 كم فقط غرب موكدن، مما مكّن اليابانيين من تطويق الروس تمامًا على الجهة اليمنى في هذه العملية.

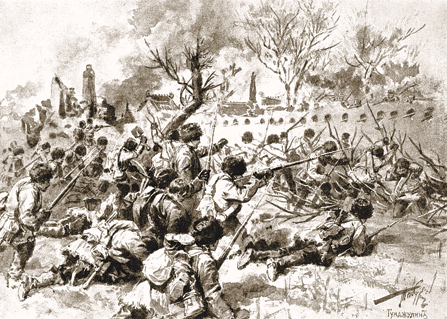
القوات الروسية في القتال ضد القوات اليابانية

أصدر الجنرال كوروباتكين، المحاط تقريبًا وبدون أمل في النصر، أمرًا بالانسحاب إلى الشمال في الساعة 18:45 يوم 9 مارس. كان الانسحاب الروسي معقدًا من قبل خرق الجنرال نوزو من خلال الخطوط الخلفية الروسية فوق نهر هون، وتحول بسرعة إلى هرولة غير منظمة. وتخلت القوات الروسية المذعورة عن جرحاهم وأسلحتهم وإمداداتهم في رحلتهم شمالًا نحو تيلينغ.
وفي الساعة 10:00 صباحا من يوم 10 مارس، احتلت القوات اليابانية موكدن. وبعد أن احتلوا موكدن واصل اليابانيون مطاردتهم بشق النفس للروس، إلا أن ذلك قد أعيق عندما علم أوياما أن خطوط إمداد الجيش التابعة له كانت خفيفة للغاية؛ غير أنه واصل مطاردة العدو، وإن كان بطريقة بطيئة. وتم إيقاف المطاردة على مسافة 20 كيلومتراً من موكدن، ولكن الروس كانوا يفرون بالفعل من تيهلينغ إلى الحدود الصينية الروسية بإيقاع سريع، وكانت المعركة منتهية مع خروج اليابانيين بوصفهم المنتصرين.
وطوال المعركة، حضر العديد من المراقبين العسكريين الأجانب للوقوف على الكيفية التي يمكن بها خوض الحرب الكبرى المقبلة. إن معركة موكدن أنذرت بشدة بالتكتيكات التي ستستخدم في الحرب العالمية الأولى.

## خاتمة

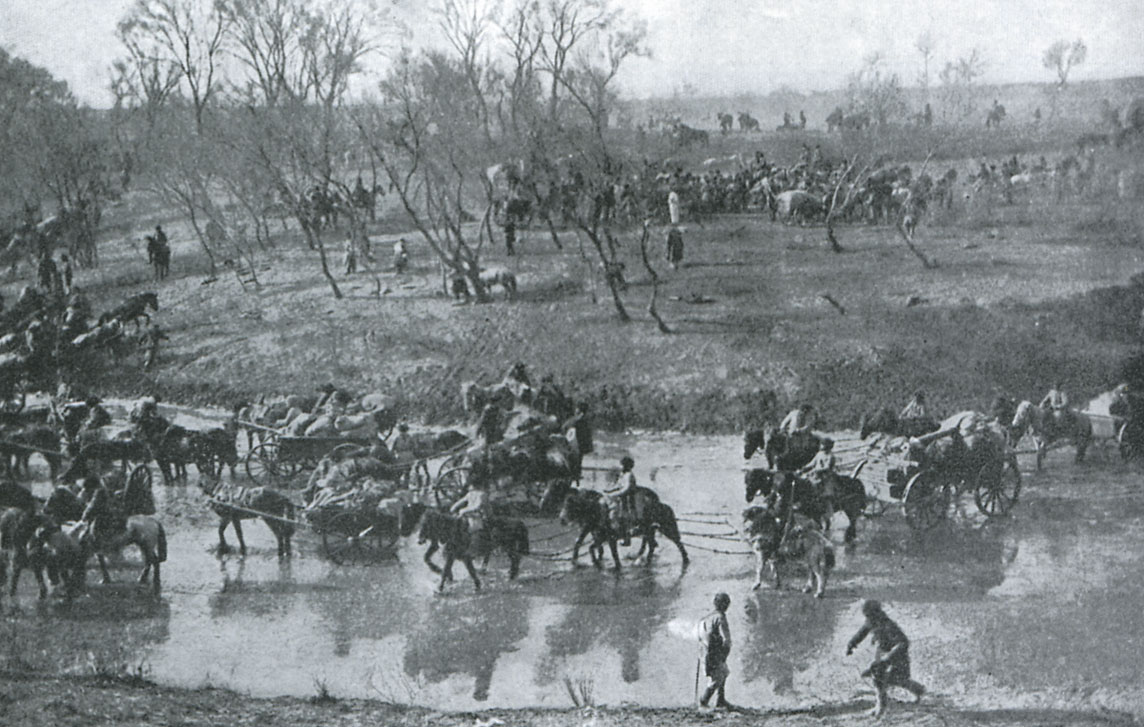
انسحاب الجنود الروس باتجاه الحدود الصينية الروسية بعد المعركة

بلغت الخسائر في الأرواح الروسية نحو 90،000. كما أن الروس فقدوا معظم إمداداتهم القتالية وكذلك معظم أسلحتهم المدفعية والرشاشات الثقيلة. وبخوف من تحقيق المزيد من التقدمات اليابانية، أمر الجنرال كوروباتكين بأن تضرم النيران بمدينة تيلينغ، وسار برجاله المتبقين لمدة 10 أيام شمالاً إلى خط دفاع جديد في هسبينغكاي (سيبينغ الحديثة، مقاطعة جيلين، الصين)، حيث نظم الجنرال ميخائيل باتيانوف (الذي حل محل الجنرال فون بيلدرلينغ قائدا للجيش المنشوري الثالث) دفاعات ضد هجوم ياباني متجدد محتمل. غير أن كوروباتكين لم يحتفظ بهذا الخط لفترة طويلة، وسرعان ما نظم انسحابًا كاملاً للقوات الروسية من المنطقة. وتكبدت القوات اليابانية 75،000 إصابة، من بينها نسبة مئوية أعلى من القتلى والجرحى على الروس. واستولى اليابانيون على 58 من قطع المدفعية.
ولم يحدث قتال خطير على الأراضي بعد هذه المعركة لأن كلا من الجيوش الروسية واليابانية قد انهكت من الصراع.

## الآثار

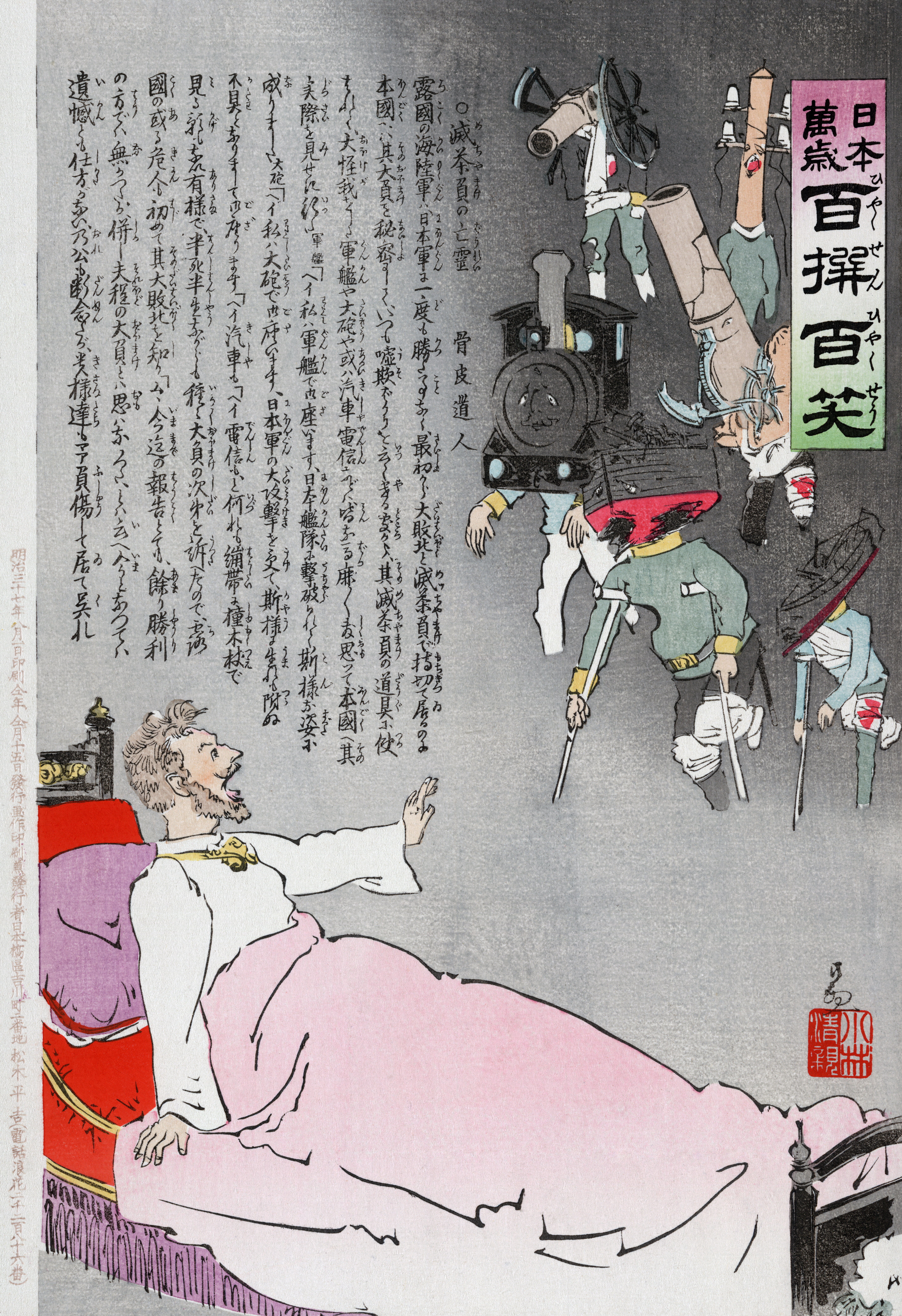
دعاية يابانية من الحرب: نقش خشبي يظهر القيصر نقولا الثاني يستيقظ من كابوس القوات الروسية التي تعرضت للضرب والجريحة العائدة من المعركة. الفنان كوباياشي كييوتشيكا، 1904 أو 1905.

بهزيمة الجيش المنشوري الروسي في موكدن، طردت القوات الروسية من جنوب منشوريا. ومع ذلك، فشل الجيش الياباني، مع المشاكل المتعلقة بخطوط إمداده التي تفوق طاقته، في تدمير القوات الروسية المرابطة في المنطقة بشكل كامل، كما أن قوات كوروباتكين، على الرغم من شعورها بالإحباط الشديد، وقصر الإمدادات، وعلى حافة التفكك، ظلت سليمة إلى حد كبير. ولكن معركة موكدن كانت حاسمة بما فيه الكفاية لتحطيم معنويات الروس، ومع السكك الحديدية التي لم تنته بعد في يد اليابانيين، قوضت الجهود الحربية للحكومة القيصرية. وسيجري في نهاية المطاف خوض معركة الحرب النهائية الحاسمة في مياه تسوشيما.
وقد صدم النصر الدول الإمبريالية لأوروبا، إذ ثبت أن اليابانيين ساحقين طيلة المعركة، على الرغم من أن الروس لديهم المزيد من القوة العاملة والمواد. فهو يبين أن الجيوش الأوروبية لا تعلو تلقائيا على تلك التي لدى الدول الأخرى، بل يمكن أن تُهزم بشكل حاسم في المعركة. وقد أصيب القيصر نيقولا الثاني بصدمة خاصة، عندما وصلت الأخبار إلى القصر في سانت بطرسبرغ، وهو أن الإمبراطورية الآسيوية الصغيرة نسبيا في اليابان، يمكن أن تدحر الإمبراطورية الروسية القوية والهائلة. وقد غضبت الحكومة القيصرية بسبب عدم كفاءة قادتها وخراقتهم أثناء المعارك. وبدأ الجنرالين ألكساندر سامسونوف وبول فون ريننكامف في كره بعضهم بعضًا لأن سامسونوف اتهم فون ريننكامف علناً بالفشل في مساعدته. وفي الحرب العالمية الأولى، سيقود هؤلاء الجنرالان الجيشان المتورطون في معركة تاننبرغ الأكثر مأساوية.